# Parafia św. Katarzyny Aleksandryjskiej w Ociece
Parafia św. Katarzyny Aleksandryjskiej w Ociece – parafia rzymskokatolicka, znajdująca się w diecezji tarnowskiej, w dekanacie Pustków-Osiedle.
Ślub w kościele wzięli w 1919 Mieczysław Żarski i Jadwiga Romer.